# Asterophrys leucopus
Espèce
Statut de conservation UICN

 DD  : Données insuffisantes
Asterophrys leucopus est une espèce d'amphibiens de la famille des Microhylidae.

## Répartition et habitat
Cette espèce est endémique de la Papouasie-Nouvelle-Guinée. Elle se rencontre dans les divisions administratives de Sandaun et du Sepik oriental.
Elle vit dans la forêt tropicale humide.

## Publication originale
- Richards, Johnston & Burton, 1994 : A remarkable new asterophryine microhylid frog from the mountains of New Guinea. Memoirs of the Queensland Museum, vol. 35, no 1, p. 281-286.